# Luigi Batzella
Luigi Batzella (San Sperate, 27 maggio 1924 – San Sperate, 18 novembre 2008) è stato un attore e regista italiano.

## Biografia
Considerato un regista di film di serie B, ha diretto film di svariati generi: spaghetti western (Anche per Django le carogne hanno un prezzo), horror erotici (Nuda per Satana), spionistici (Agguato sul Bosforo), e nazi movie (La bestia in calore). Talvolta è stato definito una sorta di Ed Wood all'italiana. Ha anche interpretato parti secondarie come attore in diversi film negli anni sessanta e settanta.
Ha usato vari pseudonimi: Paul Hamus, Dean Jones, Paolo Solvay, Ivan Kathansky.

## Filmografia

### Regista
- Tre franchi di pietà (1966)
- Agguato sul Bosforo (1969) (come Paul Hamus)
- Quando suona la campana (1970) (come Paolo Solvay)
- Anche per Django le carogne hanno un prezzo (1971) (come Paolo Solvay)
- Quelle sporche anime dannate (1971) (come Paolo Solvay)
- Confessioni segrete di un convento di clausura (1972) (come Paolo Solvay)
- La colt era il suo Dio (1972) (come Dean Jones)
- Il plenilunio delle vergini (1973) (come Paolo Solvay)
- Lo strano ricatto di una ragazza per bene (1974) (come Paolo Solvay)
- Nuda per Satana (1974) (come Paolo Solvay)
- Kaput Lager - Gli ultimi giorni delle SS, (1977) (come Ivan Kathansky)
- La bestia in calore (1977) (come Ivan Kathansky)
- Proibito erotico (1978) (come Paul Selvin)
- Strategia per una missione di morte (1979) (come Ivan Kathansky)
- La sfida del tigre (1980) (non accreditato)

### Attore
- Non è mai troppo tardi, regia di Filippo Walter Ratti (1953)
- Le fatiche di Ercole, regia di Pietro Francisci (1958)
- La grande vallata, regia di Angelo Dorigo (1961)
- Capitani di ventura, regia di Angelo Dorigo (1961)
- La strage dei vampiri, regia di Roberto Mauri (1962)
- Il segno del vendicatore, regia di Roberto Mauri (1962)
- Lo sparviero dei Caraibi, regia di Piero Regnoli (1962)
- Il pirata del diavolo, regia di Roberto Mauri (1963)
- Zorikan lo sterminatore, regia di Roberto Mauri (1964)
- Jim il primo, regia di Sergio Bergonzelli (1964)
- Una sporca faccenda, regia di Roberto Mauri (1964)
- Agguato sul grande fiume (Die flußpiraten vom Mississippi), regia di Jürgen Roland (1964)
- Cadavere a spasso, regia di Marco Masi (1965)
- Colorado Charlie, regia di Roberto Mauri (1965)
- Per una manciata d'oro, regia di Carlo Veo (1965)
- Le notti della violenza, regia di Roberto Mauri (1965)
- M 5 codice diamanti (A Man Could Get Killed), regia di Ronald Neame e Cliff Owen (1966)
- È mezzanotte... butta giù il cadavere, regia di Guido Zurli (1966)
- Assassino senza volto, regia di Angelo Dorigo (1968)
- Agguato sul Bosforo, regia di Luigi Batzella (1969)
- La sanguisuga conduce la danza, regia di Alfredo Rizzo (1975)

### Montatore
- Un marito in condominio, regia di Angelo Dorigo (1963)
- Allegri becchini... arriva Trinità, regia di Ferdinando Merighi (1973)